# Eunidia simplex
Eunidia simplex là một loài bọ cánh cứng trong họ Cerambycidae.